# Veronica Campbell-Brown

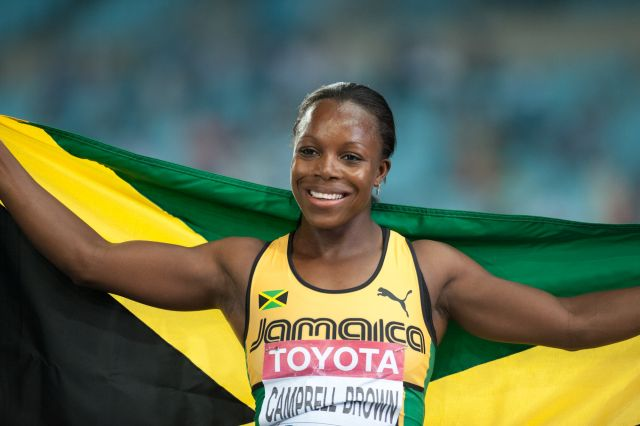
Veronica Campbell-Brown viert haar overwinning op de 200 m tijdens de WK in 2011, Daegu.

Veronica Angella Campbell-Brown (Trelawny, 15 mei 1982) is een voormalige Jamaicaanse sprintster. In haar carrière won ze zes olympische medailles, waarvan drie gouden, behaald op vijf Olympische Spelen (peildatum 2016).

## Biografie

### Eerste jeugdsuccessen
Campbell-Brown, die negen broers en zussen heeft, studeerde in de Verenigde Staten aan de universiteit van Arkansas. In de atletiekploeg van de universiteit was ze de enige sprintster tussen allemaal langeafstandsloopsters.
Haar eerste internationale successen boekte Veronica Campbell al op veertienjarige leeftijd. Op de Centraal-Amerikaanse en Caribische kampioenschappen in San Salvador veroverde zij haar eerste gouden medaille als lid van de Jamaicaanse 4 x 100 m estafetteploeg, een prestatie die zij een jaar later op de CARIFTA Games in Bridgetown herhaalde. Weer een jaar later voegde zij daar op Centraal-Amerikaanse en Caribische kampioenschappen in George Town niet alleen een derde gouden estafetteplak aan toe, maar was zij nu ook de beste op de individuele 100 m.
In 1999 liet Campbell zien, dat zij niet alleen op het Amerikaanse continent, maar ook mondiaal de snelste was van haar leeftijdgenoten; op de wereldkampioenschappen voor B-junioren in Annecy veroverde zij het goud op zowel de 100 m als op de 4 x 100 m estafette. Een jaar later was zij de eerste atlete die op de WK voor junioren in het Chileense Santiago een dubbelslag maakte op de individuele sprintnummers door zowel de 100 (in 11,12 s) als de 200 m (in 22,87) te winnen.

### Olympisch eremetaal
Nog steeds was zij junior toen Veronica Campbell op de Olympische Spelen van Sydney in 2000 als achttienjarige met het Jamaicaanse team een zilveren medaille won op de 4 x 100 m estafette. Vier jaar later haalde ze in Athene brons op de 100 en goud op de 200 m. Op de 4 x 100 m estafette won ze met haar teamgenotes Aleen Bailey, Tayna Lawrence en Sherone Simpson dat jaar een tweede gouden medaille in een tijd van 41,73, een nationaal record.

### Verlies en winst op WK's
Als olympisch kampioene was Campbell-Brown ook favoriete op de wereldkampioenschappen van 2005 in Helsinki. Ze eindigde op de 200 m echter als vierde. Deze wedstrijd werd gewonnen door Allyson Felix. Daarvóór had ze zilver gewonnen op zowel de 100 m achter de Amerikaanse Lauryn Williams als op de 4 x 100 m estafette achter de Amerikaanse ploeg.
Twee jaar later was het op de WK in Osaka net omgekeerd: op de 100 m won Veronica nu goud voor Lauryn Williams. Op de 200 m stond er echter geen maat op Allyson Felix, die met 21,81 als enige onder de 22 seconden dook. Een zilveren medaille was voor Campbell in 22,34 het hoogst haalbare.

### Voor de derde maal olympisch goud
In 2008 ging het in de voorbereiding voor de Olympische Spelen in Peking nog bijna fout. Tijdens de Jamaicaanse Trials eind juni verloor Veronica Campbell-Brown op de 100 m van Kerron Stewart (10,80), Shelly-Ann Fraser (10,85) en Sherone Simpson (10,87). Ze werd in 10,88 slechts vierde en viel op deze afstand dus buiten de boot. Gelukkig revancheerde zij zich op de 200 m, die zij in 21,94 won voor Kerron Stewart (21,99).
In Peking ging zij hierdoor op dit nummer als favoriete van start en dit keer maakte ze haar favorietenrol, mede geïnspireerd door haar landgenotes op de 100 m, die daar alle medailles voor zich hadden opgeëist, meer dan waar. Ze won met een PR van 21,74. Kerron Stewart won haar tweede bronzen medaille met een tijd van 22,00. De Amerikaanse Allyson Felix drong zich tussen de beide Jamaicaanse sprintsters in en liep 21,93. Op de 4 x 100 m estafette ging het een dag later door een mislukte wissel echter mis, waardoor het Jamaicaanse vrouwenteam was uitgeschakeld voor de finale. Campbell-Brown greep hierdoor naast een bijna zekere zesde olympische medaille.

### Doping
Na het analyseren van een dopingtest, die afgenomen was op 4 mei 2013, werden er door controleurs sporen van de stof furosemide (ook wel Lasix genoemd) gevonden. Deze staat op de lijst van verboden substanties van de World Anti-Doping Agency (WADA), omdat de stof gebruikt wordt om de detectie van andere prestatiebevorderende middelen tegen te gaan. Na deze vondst in het "A"-monster van de sportster werd door een onafhankelijk Canadees onderzoekslaboratorium het "B"-monster onderzocht. Dit toonde dezelfde uitslag.
In verband met het lopende onderzoek werd Veronica Campbel-Brown vervolgens door de Jamaicaanse atletiekbond geschorst. Dit betekende in elk geval, dat zij op de WK van 2013 in Moskou haar titel op de 200 m niet kon verdedigen.
In februari 2014 werd zij echter door het Hof van Arbitrage voor Sport (CAS) in Lausanne vrijgesproken van elke verdachtmaking en mocht zij weer deelnemen aan atletiekwedstrijden. Het CAS kwam tot deze uitspraak, nadat was vastgesteld dat de wijze waarop op 4 mei 2013 het urinemonster van Campbell-Brown was verkregen en was behandeld, niet had voldaan aan de integriteitseisen en dat de testresultaten uit dit urinemonster dus onbetrouwbaar waren.

### Comeback op WK indoor 2014
En dus was Veronica Campbell-Brown er op de WK indoor van 2014 gewoon weer bij. Echt vlammen kon zij er weliswaar nog niet, maar op de 60 m haalde zij wel de finale. Daarin moest zij deze keer de eer echter laten aan haar landgenote Shelly-Ann Fraser-Pryce, die in een zeer snelle 6,98 kampioene werd. Campbell-Brown finishte zelf als vijfde.

## Titels
- Olympisch kampioene 200 m - 2004, 2008
- Olympisch kampioene 4 x 100 m - 2004
- Wereldkampioene 100 m - 2007
- Wereldkampioene 200 m - 2011
- Wereldkampioene 4 x 100 m - 2015
- World Relays kampioene 4 x 100 m - 2015
- Wereldindoorkampioene 60 m - 2010, 2012
- Gemenebestkampioene 4 x 100 m - 2014
- Jamaicaans kampioene 100 m - 2002, 2004, 2005, 2007
- Jamaicaans kampioene 200 m - 2004, 2005
- Wereldkampioene B-junioren 100 m - 1999
- Wereldjuniorenkampioene 200 m - 2000
- Centraal-Amerikaans en Caribisch jeugdkampioene <20 jr. - 2000
- Centraal-Amerikaans en Caribisch jeugdkampioene <17 jr. 100 m - 1998
- Centraal-Amerikaans en Caribisch jeugdkampioene <17 jr. 4 x 100 m - 1996, 1998
- CARIFTA kampioene <20 jr. 100 m - 2001
- CARIFTA kampioene <20 jr. 200 m - 2000, 2001
- CARIFTA kampioene <20 jr. 4 x 100 m - 1997, 2000, 2001

## Persoonlijke records
Outdoor
| Onderdeel | Prestatie                     | Datum            | Plaats  |
| --------- | ----------------------------- | ---------------- | ------- |
| 100 yd    | 9,91 s (+1.1 m/s) (nat. rec.) | 31 mei 2011      | Ostrava |
| 100 m     | 10,76 s (+1.1 m/s)            | 31 mei 2011      | Ostrava |
| 200 m     | 21,74 s (+0.6 m/s)            | 21 augustus 2008 | Peking  |
| 400 m     | 52,25 s                       | 26 maart 2011    | Orlando |

Indoor
| Onderdeel | Prestatie | Datum            | Plaats       |
| --------- | --------- | ---------------- | ------------ |
| 50 m      | 6,08 s    | 28 januari 2012  | New York     |
| 60 m      | 7,00 s    | 14 maart 2010    | Doha         |
| 200 m     | 22,38 s   | 18 februari 2005 | Birmingham   |
| 400 m     | 52,24 s   | 22 januari 2005  | Fayetteville |

## Prestaties

### Kampioenschappen
| Jaar | Wedstrijd                                                      | Plaats         | Resultaat   | Onderdeel | Tijd             |
| ---- | -------------------------------------------------------------- | -------------- | ----------- | --------- | ---------------- |
| 1996 | Centraal-Amerikaanse en Caribische jeugdkamp. (atleten <17jr.) | San Salvador   | 1e          | 4 x 100 m | 46,31            |
| 1997 | CARIFTA Games (atleten <20jr.)                                 | Bridgetown     | 1e          | 4 x 100 m | 45,27            |
| 1998 | Centraal-Amerikaanse en Caribische jeugdkamp. (atleten <17jr.) | George Town    | 1e          | 100 m     | 11,72 (+2,4 m/s) |
|      | Centraal-Amerikaanse en Caribische jeugdkamp. (atleten <17jr.) | George Town    | 1e          | 4 x 100 m | 45,35            |
|      | WJK                                                            | Annecy         | 17e         | 100 m     | 12,04            |
| 1999 | CARIFTA Games (atleten <20jr.)                                 | Fort-de-France | 3e          | 200 m     | 23,84 (+1,6 m/s) |
|      | WK voor B-junioren                                             | Bydgoszcz      | 1e          | 100 m     | 11,49            |
| 2000 | CARIFTA Games (atleten <20jr.)                                 | Saint George's | 2e          | 100 m     | 11,41            |
|      | CARIFTA Games (atleten <20jr.)                                 | Saint George's | 1e          | 200 m     | 23,05 (+1,2 m/s) |
|      | CARIFTA Games (atleten <20jr.)                                 | Saint George's | 1e          | 4 x 100 m | 44,63            |
|      | WJK                                                            | Santiago       | 1e          | 200 m     | 22,87            |
|      | OS                                                             | Sydney         | 2e          | 4 x 100 m | 42,13            |
| 2001 | CARIFTA Games (atleten <20jr.)                                 | Bridgetown     | 1e          | 100 m     | 11,32 (0,0 m/s)  |
|      | CARIFTA Games (atleten <20jr.)                                 | Bridgetown     | 1e          | 200 m     | 22,93 (-1,6 m/s) |
|      | CARIFTA Games (atleten <20jr.)                                 | Bridgetown     | 1e          | 4 x 100 m | 44,96            |
| 2002 | Gemenebestspelen                                               | Manchester     | 2e          | 100 m     | 11,00 (+1,5 m/s) |
|      | Gemenebestspelen                                               | Manchester     | 2e          | 4 x 100 m | 42,73            |
| 2004 | OS                                                             | Athene         | 3e          | 100 m     | 10,97            |
|      | OS                                                             | Athene         | 1e          | 200 m     | 22,05            |
|      | OS                                                             | Athene         | 1e          | 4 x 100 m | 41,73            |
|      | Wereldatletiekfinale                                           | Monte Carlo    | 1e          | 100 m     | 10,91            |
|      | Wereldatletiekfinale                                           | Monte Carlo    | 1e          | 200 m     | 22,64            |
| 2005 | WK                                                             | Helsinki       | 2e          | 100 m     | 10,95            |
|      | WK                                                             | Helsinki       | 4e          | 200 m     | 22,38            |
|      | WK                                                             | Helsinki       | 2e          | 4 x 100 m | 41,99            |
|      | Wereldatletiekfinale                                           | Monte Carlo    | 1e          | 100 m     | 10,92            |
|      | Wereldatletiekfinale                                           | Monte Carlo    | 2e          | 200 m     | 22,37            |
| 2006 | Gemenebestspelen                                               | Melbourne      | 2e          | 200 m     | 22,72            |
| 2007 | WK                                                             | Osaka          | 1e          | 100 m     | 11,01            |
|      | WK                                                             | Osaka          | 2e          | 200 m     | 22,34            |
|      | WK                                                             | Osaka          | 2e          | 4 x 100 m | 42,01            |
| 2008 | OS                                                             | Peking         | 1e          | 200 m     | 21,74 (+0,6 m/s) |
| 2009 | WK                                                             | Berlijn        | 4e          | 100 m     | 10,95            |
|      | WK                                                             | Berlijn        | 2e          | 200 m     | 22,35            |
| 2010 | WK indoor                                                      | Doha           | 1e          | 60 m      | 7,00             |
| 2011 | WK                                                             | Daegu          | 2e          | 100 m     | 10,97 (-0,4 m/s) |
|      | WK                                                             | Daegu          | 1e          | 200 m     | 22,22 (-1,0 m/s) |
|      | WK                                                             | Daegu          | 2e          | 4 x 100 m | 41,70            |
| 2012 | WK indoor                                                      | Istanboel      | 1e          | 60 m      | 7,01             |
|      | OS                                                             | Londen         | 3e          | 100 m     | 10,81            |
|      | OS                                                             | Londen         | 4e          | 200 m     | 22,38            |
| 2014 | WK indoor                                                      | Sopot          | 5e          | 60 m      | 7,13             |
|      | Gemenebestspelen                                               | Glasgow        | 1e          | 4 x 100 m | 41,83            |
| 2015 | World Relays                                                   | Nassau         | 1e          | 4 x 100 m | 42,14            |
|      | WK                                                             | Peking         | 4e          | 100 m     | 10,91            |
|      | WK                                                             | Peking         | 3e          | 200 m     | 21,97            |
|      | WK                                                             | Peking         | 1e          | 4 x 100 m | 41,07            |
| 2016 | OS                                                             | Rio de Janeiro | 3e in serie | 200 m     | 22,97            |
|      | OS                                                             | Rio de Janeiro | 2e          | 4 x 100 m | 41,36            |

### Golden League-podiumplekken
| Jaar | Wedstrijd          | Plaats  | Resultaat | Onderdeel | Tijd  |
| ---- | ------------------ | ------- | --------- | --------- | ----- |
| 2005 | Weltklasse Zürich  | Zürich  | 1e        | 100 m     | 10,85 |
| 2007 | Memorial Van Damme | Brussel | 1e        | 100 m     | 11,11 |

### Diamond League-podiumplekken
| Jaar | Wedstrijd                       | Plaats      | Resultaat | Onderdeel | Tijd  |
| ---- | ------------------------------- | ----------- | --------- | --------- | ----- |
| 2010 | Prefontaine Classic             | Eugene      | 1e        | 100 m     | 10,78 |
|      | Adidas Grand Prix               | New York    | 1e        | 200 m     | 21,98 |
|      | Herculis                        | Monaco      | 2e        | 100 m     | 10,98 |
|      | Weltklasse Zürich               | Zürich      | 1e        | 100 m     | 10,89 |
| 2011 | Shanghai Golden Grand Prix      | Shanghai    | 1e        | 100 m     | 10,92 |
|      | Meeting Areva                   | Saint-Denis | 2e        | 100 m     | 10,95 |
|      | Memorial Van Damme              | Brussel     | 2e        | 100 m     | 10,85 |
| 2012 | Qatar Athletic Super Grand Prix | Doha        | 2e        | 100 m     | 10,94 |
|      | Shanghai Golden Grand Prix      | Shanghai    | 1e        | 200 m     | 22,50 |
| 2013 | Adidas Grand Prix               | New York    | 1e        | 200 m     | 22,53 |
|      | Prefontaine Classic             | Eugene      | 3e        | 100 m     | 10,78 |
| 2014 | Herculis                        | Monaco      | 2e        | 100 m     | 10,96 |
| 2016 | Qatar Athletic Super Grand Prix | Doha        | 3e        | 100 m     | 10,91 |

## Onderscheidingen
- Jamaicaans atlete van het jaar - 2011

1948: Fanny Blankers-Koen ·
1952: Marjorie Jackson ·
1956: Betty Cuthbert ·
1960: Wilma Rudolph ·
1964: Edith McGuire ·
1968: Irena Szewińska ·
1972: Renate Stecher ·
1976: Bärbel Eckert ·
1980: Bärbel Wöckel ·
1984: Valerie Brisco-Hooks ·
1988: Florence Griffith-Joyner ·
1992: Gwen Torrence ·
1996: Marie-José Pérec ·
2000: Pauline Davis-Thompson ·
2004: Veronica Campbell ·
2008: Veronica Campbell ·
2012: Allyson Felix ·
2016: Elaine Thompson ·
2020: Elaine Thompson ·
2024: Gabrielle Thomas
1928: Rosenfeld, Smith, Bell, Cook ·
1932: Carew, Furtsch, Rogers, Von Bremen ·
1936: Bland, Rogers, Robinson, Stephens ·
1948: Stad-de Jong, Witziers-Timmer, van der Kade-Koudijs, Blankers-Koen ·
1952: Faggs, Jones, Moreau, Hardy ·
1956: Strickland, Croker, Mellor, Cuthbert ·
1960: Hudson, Williams, Jones, Rudolph ·
1964: Ciepły, Kirszenstein, Górecka, Kłobukowska ·
1968: Ferrell, Bailes, Netter, Tyus ·
1972: Krause, Mickler-Becker, Richter, Rosendahl ·
1976: Oelsner, Stecher, Bodendorf, Eckert ·
1980: Müller, Wöckel, Auerswald, Göhr ·
1984: Brown, Bolden, Cheeseborough, Ashford ·
1988: Brown, Echols, Griffith-Joyner, Ashford ·
1992: Ashford, Jones, Guidry, Torrence ·
1996: Devers, Miller, Gaines, Torrence ·
2000: Fynes, Sturrup, Davis, Ferguson ·
2004: Lawrence, Simpson, Bailey, Campbell ·
2008: Borlée, Mariën, Ouédraogo, Gevaert ·
2012: Madison, Felix, Knight, Jeter ·
2016: Madison, Felix, Gardner, Bowie ·
2020: Williams, Thompson-Herah, Fraser-Pryce, Jackson ·
2024: Jefferson, Terry, Thomas, Richardson
1983 Marlies Göhr ·
1987 Silke Gladisch ·
1991 Katrin Krabbe ·
1993 Gail Devers ·
1995 Gwen Torrence ·
1997 Marion Jones ·
1999 Marion Jones ·
2001 Zjanna Block ·
2003 Torri Edwards ·
2005 Lauryn Williams ·
2007 Veronica Campbell-Brown ·
2009 Shelly-Ann Fraser-Pryce ·
2011 Carmelita Jeter ·
2013 Shelly-Ann Fraser-Pryce ·
2015 Shelly-Ann Fraser-Pryce ·
2017 Tori Bowie ·
2019 Shelly-Ann Fraser-Pryce · 
2022 Shelly-Ann Fraser-Pryce · 
2023 Sha'Carri Richardson
1983 Marita Koch ·
1987 Silke Gladisch ·
1991 Katrin Krabbe ·
1993 Merlene Ottey ·
1995 Merlene Ottey ·
1997 Zjanna Block ·
1999 Inger Miller ·
2001 Debbie Ferguson ·
2003 Anastasia Kapatsjinskaja ·
2005 Allyson Felix ·
2007 Allyson Felix ·
2009 Allyson Felix ·
2011 Veronica Campbell-Brown ·
2013 Shelly-Ann Fraser-Pryce ·
2015 Dafne Schippers ·
2017 Dafne Schippers ·
2019 Dina Asher-Smith ·
2022 Shericka Jackson ·
2023 Shericka Jackson
1983 Gladisch, Koch, Auerswald, Göhr · 
1987 Brown, Williams, Griffith-Joyner, Marshall · 
1991 Duhaney, Cuthbert, McDonald, Ottey · 
1993 Bogoslovskaja, Maltsjoegina, Voronova, Privalova · 
1995 Mondie-Milner, Guidry-White, Gaines, Torrence · 
1997 Gaines, Jones, Miller, Devers · 
1999 Fynes, Sturrup, Davis-Thompson, Ferguson · 
2001 Paschke, G. Rockmeier, B. Rockmeier, Wagner · 
2003 Girard, Hurtis-Houairi, Félix, Arron · 
2005 Daigle, Lee, Barber, Williams · 
2007 Williams, Felix, Barber, Edwards · 
2009 Facey, Fraser, Bailey, Stewart · 
2011 Knight, Felix, Myers, Jeter · 
2013 Russell, Stewart, Calvert, Fraser-Pryce · 
2015 Campbell-Brown, Morrison, Thompson, Fraser-Pryce · 
2017 Brown, Felix, Akinosun, Bowie · 
2019 Whyte, Fraser-Pryce, Smith, Jackson · 
2022 Jefferson, Steiner, Prandini, Terry · 
2023 Davis, Terry, Thomas, Richardson